# St Decumans
St Decumans – osada w Anglii, w Somerset, w dystrykcie (unitary authority) Somerset. W 1901 roku civil parish liczyła 3251 mieszkańców.